# Hönrath
Hönrath ist ein Ortsteil der Gemeinde Windeck in Nordrhein-Westfalen.

## Lage
Der Weiler liegt mit dem südlicheren Örtchen Jucht in Alleinlage auf dem Nutscheid. 

## Geschichte
Hönrath gehörte zum Kirchspiel Dattenfeld und zur Gemeinde Dattenfeld.
1845 hatte der Weiler 31 Einwohner in sechs Häusern.
1888 hatte Hönrath 20 Bewohner in vier Häusern.